# 久住四季
久住 四季（くずみ しき、1982年4月1日 -）は、日本の小説家、ライトノベル作家、推理作家。島根県松江市出身。

## 経歴
島根県立松江北高等学校を卒業し、大学在学中の2004年、第11回電撃小説大賞に応募した『トリックスターズ』が3次選考通過。翌2005年6月、同作品で電撃文庫よりデビューした。デビュー時には「電撃が贈る、新人ミステリー！ 第二弾！」とされ、同じく第一弾と銘打たれた佐竹彬の『飾られた記号 The Last Object』とともに刊行された。高校の同級生にゲーム作家の鬼虫兵庫がおり、当時ライトノベルを借りている。
『星読島に星は流れた』は、2016年の『本格ミステリ・ベスト10』で第10位、『このミステリーがすごい!』で26位を獲得した。

## 作品リスト

### トリックスターズ
全6巻完結、イラスト：甘塩コメコ、電撃文庫で刊行された後、加筆・修正を加えメディアワークス文庫から刊行
- トリックスターズ（2005年6月 電撃文庫 / 2016年1月 メディアワークス文庫）
- トリックスターズL（2005年11月 電撃文庫 / 2016年1月 メディアワークス文庫）
- トリックスターズD（2006年4月 電撃文庫 / 2016年2月 メディアワークス文庫）
- トリックスターズM（2006年8月 電撃文庫 / 2016年2月 メディアワークス文庫）
  - メディアワークス文庫版には短編「トリックスターズ 彼女たちの花言葉」を追加収録
- トリックスターズC PART1（2007年4月 電撃文庫 / 2016年3月 メディアワークス文庫）
- トリックスターズC PART2（2007年5月 電撃文庫 / 2016年3月 メディアワークス文庫）

### ミステリクロノ
既刊3巻、イラスト：甘塩コメコ
- ミステリクロノ（2007年8月 電撃文庫）
- ミステリクロノII（2007年12月 電撃文庫）
- ミステリクロノIII（2008年4月 電撃文庫）

### 異常心理犯罪捜査官・氷膳莉花
既刊3巻
- 異常心理犯罪捜査官・氷膳莉花 怪物のささやき（2020年10月 メディアワークス文庫）
- 異常心理犯罪捜査官・氷膳莉花 剝皮の獣（2021年6月 メディアワークス文庫）
- 異常心理犯罪捜査官・氷膳莉花 嗜虐の拷問官（2021年12月 メディアワークス文庫）

### その他
- 鷲見ヶ原うぐいすの論証（2009年8月 電撃文庫）イラスト：カツキ
- 七花、時跳び！ Time-Travel at the After School（2010年5月 電撃文庫）イラスト：明星かがよ
- 星読島に星は流れた（2015年3月 東京創元社 ミステリ・フロンティア / 2016年8月 創元推理文庫）
- 推理作家（僕）が探偵と暮らすわけ（2018年12月 メディアワークス文庫）
- 怪盗の後継者（2020年1月 メディアワークス文庫）
- 神様の次くらいに 人の死なない謎解きミステリ集 (2024年11月 創元推理文庫)

### 雑誌掲載短編
- トリックスターズ 彼女たちの花言葉（『電撃hp』vol.41）
- 重田さんと彼女の来世（『加速する創作系マガジン暫-SHIBARAKU!-』創刊号）